# Четугетский тоннель
Четугетский горный тоннель (англ. Chetoogeta Mountain Tunnel) — обобщающее название для двух железнодорожных тоннелей, проходящих под горой Четугета (англ. Chetoogeta Mountain).
Первый тоннель длиной 1477 футов (450 м) был открыт в 1850 году, позволив связать железнодорожной линией Атланту и Чаттанугу; также это первый крупный железнодорожный тоннель на юге США. В 1998—2000 годы он был отреставрирован и открыт повторно уже как пешеходный. В 2000 году получил статус исторического памятника, а в 2002 году был включён в Национальный реестр исторических мест США.
Второй тоннель длиной 1557 футов (475 м) был построен в 1926—1928 годы и по настоящее время используется компанией CSX Transportation, которая арендует его у Министерства транспорта Джорджии.

## История

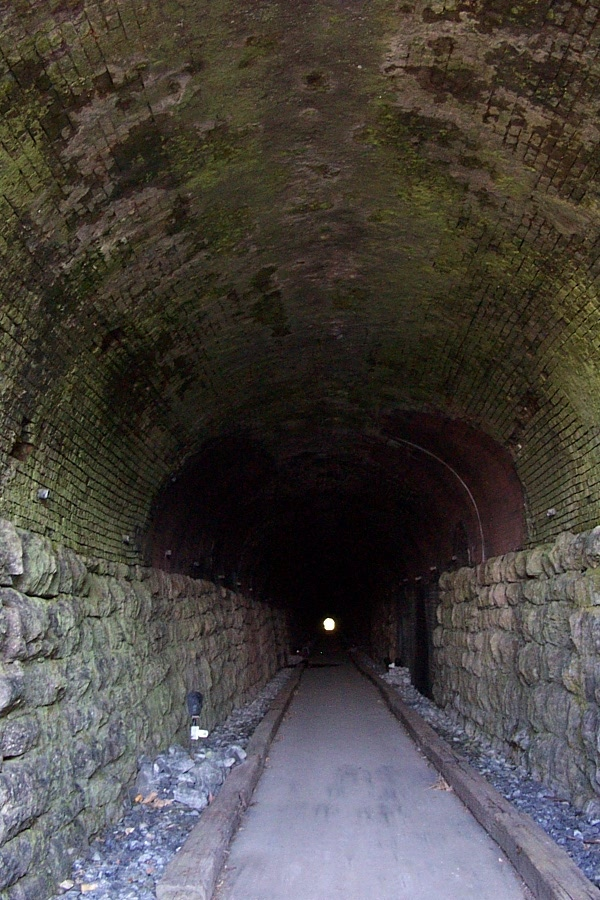
Внутри Старого тоннеля

В 1839 году было начато строительство Западно-Атлантической железной дороги, которая должна была связать Чаттанугу с рекой Чаттахучи (позже на этом месте возникнет Атланта). При этом строителям требовалось преодолеть Аппалачи. Однако если Миссионерский хребет удалось пересечь по пологим склонам, то в 30 милях (48 км) от Чаттануги на оси трассы встала гора Четугета, которая уже отличалась большой крутизной и при этом значительно простиралась на юг и север. Поскольку не было возможности обойти гору и тем более провести дорогу по её склонам, в 1847 году было принято решение пройти под этой преградой, притом что в те годы в южной части страны ещё не строили железнодорожные тоннели.
Строительство было начато в июле 1848 года с западной стороны, а в августе начались встречные работы с востока; раскопки велись силами рабов. Тогда же у западного портала был создан склад строительных материалов, на месте которого позже образовалось поселение, получившее поначалу название Таннелсвилл. Работы продвигались быстро и уже 31 октября 1849 года обе бригады встретились, при этом благодаря точным инженерным расчётам отклонение осевых линий составляло менее двух миллиметров. Общая длина тоннеля составила 1477 футов (450 м), из которых западная бригада прошла 502 фута (153 м), а восточная — 975 футов (297 м). Далее в течение следующих месяцев были проведены работы по отделке, в ходе которых тоннель расширили до 12 футов (3,7 м), его верхнюю часть укрепили прочной аркой из глиняного кирпича, а стороны — большими блоками из известняка. К тому времени остальные железнодорожные участки были уже завершены, поэтому путешествующие из Атланты в Чаттанугу пассажиры доезжали на поезде до Четугеты, после пересаживались на дилижанс, который по извилистой горной тропе огибал стройку, а после вновь пересаживались на поезд. Индейское название горы тогда быстро забылось, а вместо него в обиход вошло прозвище Таннел-Хилл (с англ. — «Тоннельный холм»); из-за этого сам тоннель стал называться Тоннель Западно-Атлантической железной дороги через Тоннельный холм (англ. Western and Atlantic Railroad Tunnel at Tunnel Hill).
Наконец, 9 мая 1850 года, спустя чуть менее 22 месяца с начала строительства, через тоннель прошёл первый поезд, тем самым ознаменовав соединение Миссисипи с Атлантическим океаном. Событие было отмечено с широкой помпой, в ходе которой под горой в сопровождении оркестра прошли известные люди штата, а на саму вершину горы подняли пушку, выпущенную на заводе Марка Купера, и дали из неё семь салютов. Затем тоннель освятили, вылив на него несколько бутылок с вином различных сортов. Также церковь передала часть святой воды, которая по преданию была набрана в самом Иордане и доставлена в Джорджию миссионерами из Иерусалима; после того, как окружающие смогли осмотреть ёмкость с данной водой, Главный инженер дороги Уильям Митчел (англ. William L. Mitchell) вылил её содержимое на рельсы.
В годы Гражданской войны тоннель из-за своей важной стратегической роли был объектом повышенного внимания для обеих сторон и неоднократно переходил из рук в руки. 12 апреля 1862 года через него прошла и знаменитая Великая паровозная гонка. Однако в ходе военных событий ни одна из сторон не догадалась разрушить тоннель; лишь раз конфедератами были сняты несколько рельсов для прерывания сообщения, но янки при наступлении быстро отремонтировали путь. Как писал в своих мемуарах (1875 год) генерал Шерман, захватив тоннель в мае 1864 года на пути к Атланте, он был приятно удивлён, что тот достался армии Союза практически неповреждённым.
Однако в 1920-х годы новые вагоны с более широким габаритом стали с трудом помещаться в тоннеле; были даже случаи, когда поезда застревали в нём. Поэтому в 1926 году севернее тоннеля было начато строительство нового более широкого; новый тоннель длиной 1557 футов (475 м) был закончен в 1928 году, после чего старый тоннель был закрыт. В 1992 году встал вопрос, о том, что тоннель Западно-Атлантической дороги постепенно разрушается, поэтому в 1998 году были начаты работы по его восстановлению. В 2000 году отреставрированный тоннель уже в роли пешеходного был открыт для общественности.

## Факт
Широко распространена ошибка, что длина старого тоннеля составляет 1447 футов (441 м). Однако в действительности его длина 1477 футов (450 м).

## Культурные аспекты
В Четугетском тоннеле были сняты некоторые сцены для фильма «Годзилла 2: Король монстров» (2019 год).